# BC Place Stadion
A BC Place Stadion (angolul BC Place Stadium) egy Vancouverben álló sportlétesítmény, Kanada első fedett stadionja. A stadion tulajdonosa Brit Columbia szövetségi állam. Ez a létesítmény látta vendégül a 2010-es téli olimpiai játékok nyitó- és záróünnepségeit.

## Története
A stadion 1983-ban nyílt meg, hogy az 1986-os világkiállítás egyik fő helyszínéül szolgáljon. Első és napjainkig kitartó bérlője a British Columbia Lions nevű amerikaifutball-csapat. A BC Place 1983-84-ben egy ideig otthont adott a Vancouver Whitecaps nevű focicsapatnak is. Megnyitásakor a világ legnagyobb olyan fedett stadionja volt, amelynek tetejét magas nyomású levegő tartja. A létesítményben II. Erzsébet kanadai királynő nyitotta meg 1986. május 2-án a világkiállítást. 2003-ban Vancouver nyerte a 2010-es téli olimpiai játékok rendezési jogát. A pályázatban a BC Palace-t a nyitó- és záróünnepségek helyeként jelölték meg, így ez lehet az első fedett stadion, ahol olimpiai megnyitót rendeznek.
Az olimpiai készülődést igen kellemetlenül érintette, hogy 2007. január 5-én a stadion tetejét fedő ponyva megsérült. A tetőn a légnyomás hatalmas szakadást okozott, amely tovaterjedt. A magas nyomású levegő elillant a résen át, a ponyva pedig az épület belsejébe omlott. A megsérült részt 2007 nyarára sikerült teljesen helyreállítani.
2008-ban 150 millió dollárba kerülő felújítás kezdődött, hogy a BC Place megfeleljen az olimpiai rendezés elvárásainak. A legtöbb munkálattal végeznek a 2010-es megnyitóig, ám az új tetőt csak a játékok után helyezik fel.

## Galéria

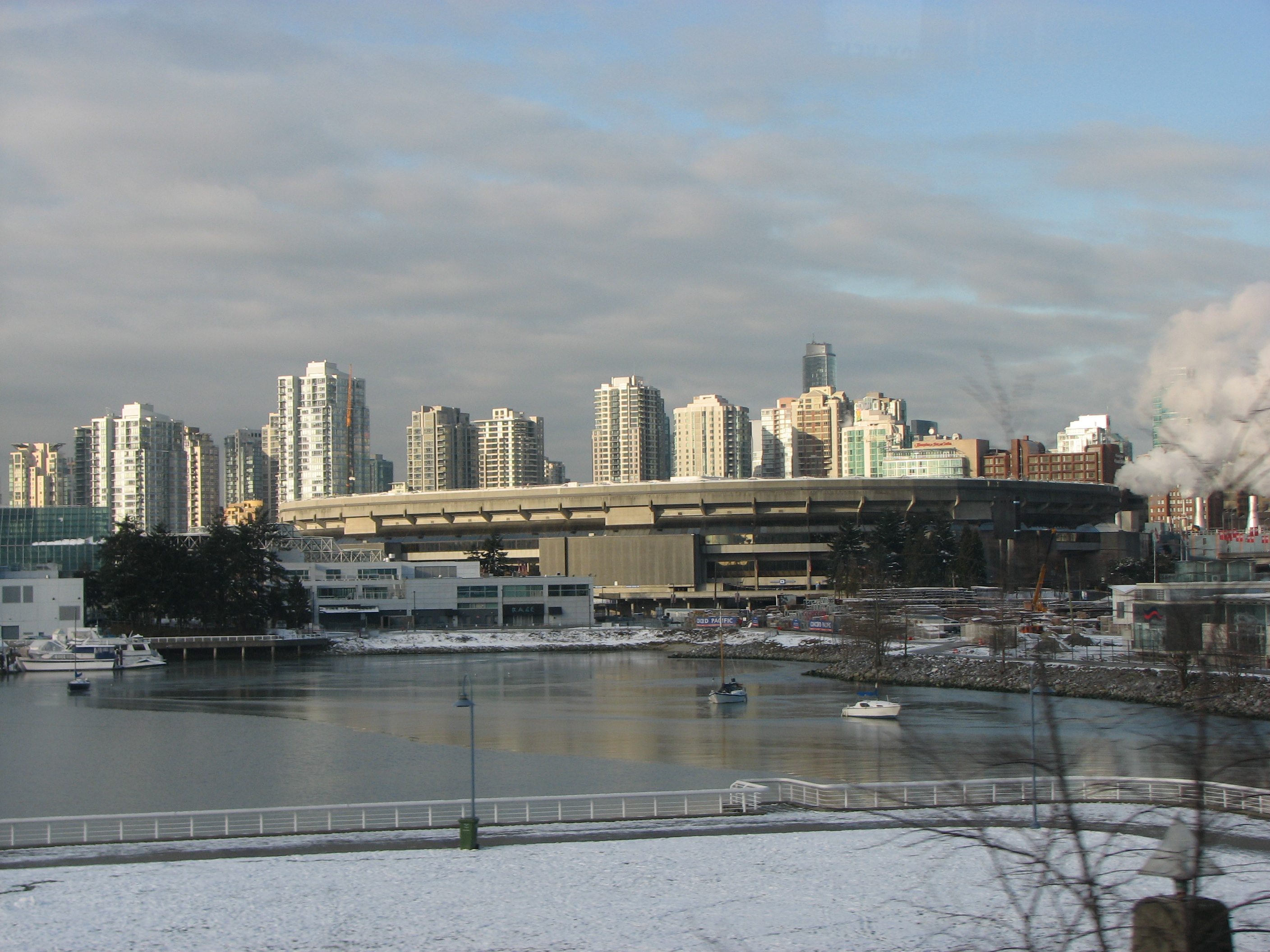
A leeresztett tetőponyva 2007-ben
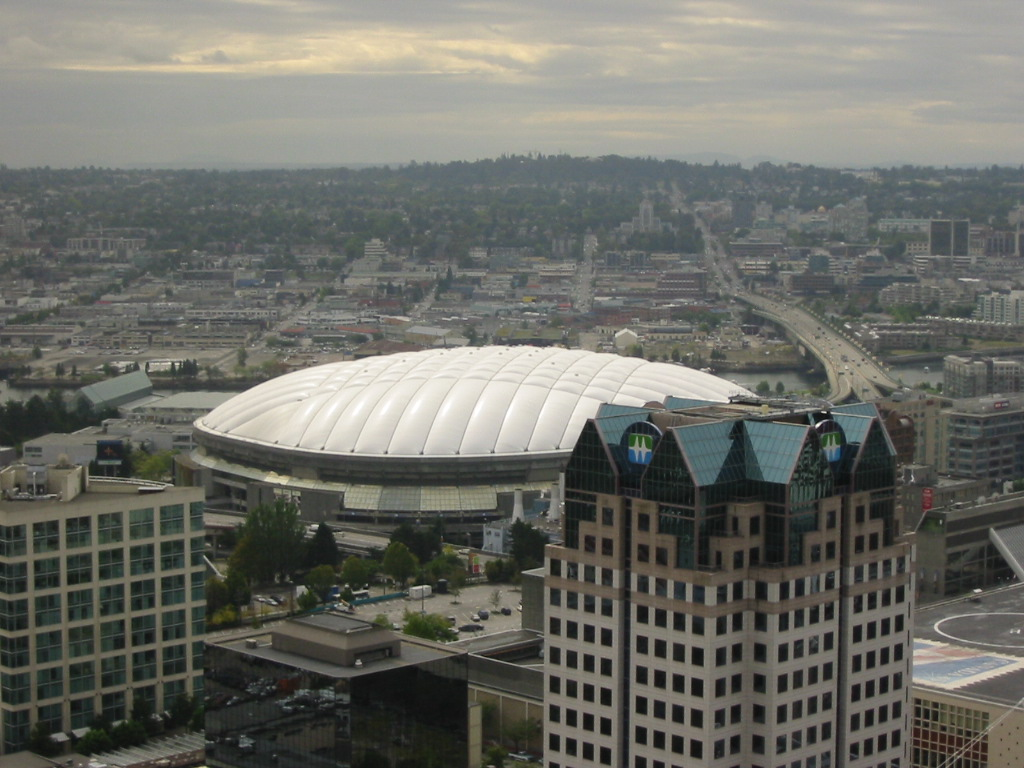
A BC Palace Vancouver belvárosából

## Fordítás
- Ez a szócikk részben vagy egészben a BC Place Stadium című angol Wikipédia-szócikk ezen változatának fordításán alapul.  Az eredeti cikk szerkesztőit annak laptörténete sorolja fel. Ez a jelzés csupán a megfogalmazás eredetét és a szerzői jogokat jelzi, nem szolgál a cikkben szereplő információk forrásmegjelöléseként.